# Константин Попов (офицер)
Вижте пояснителната страница за други личности с името Константин Попов.
Константин Веселинов Попов е български политик, народен представител, председател на комисията по отбрана.

## Биография
Той е бил най-старшият офицер, началник на отбраната от 9 февруари 2016 г. до 19 януари 2017 г.
Във военната си кариера е преминал от най-ниската пилотска длъжност до най-високата – от младши пилот в изтребителна ескадрила до командир на Военновъздушните сили и заместник-началник и началник на отбраната. Пилотирал е самолети Л-29, МиГ-15, МиГ-17, МиГ-21, МиГ-29 с общ нальот от над 1200 летателни часа. За отлична служба и високи професионални резултати е награждаван с едни от най-високите отличия в наградната система на Министерството на отбраната. Той е сред първите висши български офицери, работили в щабове на НАТО. На 6 юни 2002 г. е назначен за командир на 3-та изтребителна авиационна база. На 4 май 2005 г. е назначен за командир на 3-та изтребителна авиационна база и удостоен с висше офицерско звание бригаден генерал, считано от 28 май 2005 г. На 7 юни 2005 г. е освободен от длъжността командир на 3-та изтребителна авиационна база и назначен на международна длъжност на ротационен принцип – началник на щаба на Центъра на НАТО за съвместна подготовка на силите към Съюзното командване по трансформацията в Битгошч, Република Полша. На 25 април 2006 г. е назначен на международна длъжност на ротационен принцип – началник на щаба на Центъра на НАТО за съвместна подготовка на силите към Съюзното командване по трансформацията, Бидгошч, Полша, считано от 1 юни 2006 г.
На 25 август 2006 г. е освободен от международна длъжност на ротационен принцип – началник на щаба на Центъра на НАТО за съвместна подготовка на силите към Съюзното командване по трансформацията – Бидгошч, Полша и назначен на международна длъжност на ротационен принцип – заместник-началник на щаба на Военновъздушния команден компонент (Юг) на НАТО – Измир, Турция. На 21 април 2008 г. е освободен от международната длъжност заместник-началник на щаба на Военновъздушния команден компонент (Юг) на НАТО, Измир, Турция, назначен за заместник-командващ на Военновъздушните сили и удостоен с висше офицерско звание генерал-майор, считано от 11 юли 2008 г. На 1 юли 2009 г. е освободен от длъжността заместник-командващ на Военновъздушните сили и назначен за началник на щаба по подготовката на Военновъздушните сили, считано от 30 юни 2009 г. На 12 март 2010 г. е освободен от длъжността началник на щаба по подготовката на Военновъздушните сили и назначен за началник на Военновъздушните сили.
На 22 юни 2011 г. поради реорганизация на формированието е освободен от длъжността началник на Военновъздушните сили и назначен на длъжността командир на същите, считано от 1 юли 2011 г. На 28 април 2014 г. е освободен от длъжността командир на Военновъздушните сили и назначен за заместник-началник на отбраната, считано от 30 юни 2014 г. С указ № 70 от 30 април 2015 г. е удостоен с висше офицерско звание генерал-лейтенант. С указ № 17 от 8 февруари 2016 г. е освободен от длъжността заместник-началник на отбраната и назначен на длъжността началник на отбраната, считано от 9 февруари 2016 г. С указ № 59 от 22 март 2016 г. е удостоен с висше офицерско звание генерал, считано от 1 май 2016 година.
На 23 декември 2016 г. е награден с орден „Стара планина“ първа степен с мечове за изключително големите му заслуги за развитието на Българската армия. Съгласно указ № 4 от 9 януари 2017 от Президента на републиката генерал Константин Попов е освободен от длъжността началник на отбраната и от военна служба. Сдава длъжността на 19 януари 2017 г. и излиза в запас.

## Образование
- 1979 г. – 22 ЕСПУ „Г. С. Раковски“ – София
- 1979 – 1984 г. – ВВВУ „Г. Бенковски“ – Долна Митрополия
- 1990 – 1992 г. – ВА „Г. С. Раковски“ – София
- 1999 г. – Курс по английски език във Военна база – Борден, Канада
- 2000 – 2001 г. – Магистър по стратегически проучвания – Военновъздушен колеж „Максуел“, Алабама, САЩ
- 2005 г. – Училище на Главната квартира на НАТО – Оберамергау, Германия
- 2010 г. – Доктор по организация и управление на Въоръжените сили, ВА „Г. С. Раковски“ – София
- 2010 г. – Член на Съюза на учените в България

## Заемани длъжности
- Младши пилот в 3 звено, 2 иае, 19 иап – Граф Игнатиево (1984 – 1985)
- Старши пилот в 3 звено, 1 иае, 19 иап – Граф Игнатиево (1985 – 1986)
- Заместник-командир на 3 звено, 1 иае, 19 иап – Граф Игнатиево (1986 – 1987)
- Командир на 3 звено, 1 иае, 19 иап – Граф Игнатиево (1987 – 1988)
- Заместник-командир на 1 иае, 19 иап – Граф Игнатиево (1988 – 1990)
- Редовен слушател по специалността „КЩ, оперативно-тактическа ВВС“ във ВА „Г. С. Раковски“ – София (1990 – 1992)
- Командир на 1 иае, 19 иап – Граф Игнатиево (1992 – 1994)
- Заместник-командир по бойната подготовка на 3 иаб – Граф Игнатиево (1994 – 1996)
- Командир на 3 изтребителна авиобаза – Граф Игнатиево (1996 – 1999)
- Началник на отдел „Безопасност на полетите“, кПВО (1999 – 2000)
- Военновъздушен колеж „Максуел“, Алабама, САЩ (2000 – 2001)
- Командир на 3 иаб – Граф Игнатиево (2002 – 2005)
- Началник на щаба на Центъра на НАТО за съвместната подготовка на силите към Съюзното командване по трансформацията, Бидгошч, Полша (2005 – 2006)
- Заместник-началник на щаба на Военновъздушния компонент „Юг“ на НATO, Измир, Турция (2006 – 2008)
- Заместник-командващ на Военновъздушните сили (2008 – 2009)
- Началник на Щаба по подготовката на Военновъздушните сили (2009 – 2010)
- Началник на Военновъздушните сили (2010 – 2011)
- Командир на Военновъздушните сили (2011 – 2014)
- Заместник-началник на отбраната (2014 – 2016)
- Началник на отбраната (9 февруари 2016 – 19 януари 2017)
- народен представител, председател на комисията по отбрана – от април 2017 г., ПП „ГЕРБ“ (избран в район Пловдив-област)

## Летателна информация
- Пилотирал Л-29, МиГ-15, МиГ-17, МиГ-21, МиГ-29
- Нальот – над 1200 летателни часа

## Военни звания
- Лейтенант (1984)
- Старши лейтенант (1987)
- Капитан (1991)
- Майор (1996)
- Подполковник (1999)
- Полковник (2002)
- Бригаден генерал (28 май 2005)
- Генерал-майор (11 юли 2008)
- Генерал-лейтенант (30 април 2015)
- Генерал (1 май 2016)

## Отличия и награди
Всички, съответстващи на званието, включително нагръдни знаци на Министерството на отбраната „За вярна служба“ и „За принос към Министерството на отбраната“.
- Златен медал на Полските Въоръжени сили.
- Международно отличие на Военновъздушния университет на САЩ за постижения в развитието на ВВС.
- Орден „Стара планина“, I степен с мечове (23 декември 2016)